# Мирјана Шуљманац Шећеров
Мирјана Шуљманац Шећеров рођена је у Сремској Митровици 1949. године и завичајни је писац са територије Срема.

## Биографија
Пореклом из напредне сељачке породице из Лаћарка где је завршила основно школовање. Гимназију је похађала у Сремској Митровици, а Шумарски факултет - одсек за хортикултуру у Београду. Неколико година радила је у Секретаријату за урбанизам и стамбено-комуналне послове Општине Сремска Митровица, а након тога прелази у Нови Сад на послове директора ЈКП "Лисје" и директора Покрајинске службе за запошљавање. Магистрирала је 2002. године. Дугогодишњи је члан Кола српских сестара, а од скоро и њена председница. Активни је члан Савеза књижевника у отаџбини и расејању, Удружења књижевника Војводине као и Књижевне заједнице Сремске Митровице. Завичајни је аутор Срема чије збирке поезије промовише и води Библиотека "Глигорије Возаровић" у сарадњи са Књижевном заједницом Сремске Митровице. Живи и ствара у Новом Саду.

## Књижевно стваралашво
Од ране младости пише поезију која је објављивана у листовима: Сремске новине, Бреза, Лисје, као и у зборницима: Из ђачких клупа, Књига о дуду, Зора у пољу, Српска поетска плетеница и Очи равнице. Заступљена је у књизи групе аутора Јунаштво из прикрајка, а поезија јој је промовисана на радију и телевизији. Збирке поезије: Траг на месечини (Светови, Нови Сад, 1998), Бисерне речи (АМ График, Лаћарак, 2017), Тишина коју не ћутим (Прометеј, Нови Сад, 2021). Добитник је неколико значајних награда и признања међу којима је и Међународна књижевна награда "Аполон".